# Carmichael (månekrater)
 For alternative betydninger, se Carmichael. (Se også artikler, som begynder med Carmichael)
Carmichael er et nedslagskrater på Månen. Det befinder sig på Månens forside langs den østlige rand af Sinus Amoris og er opkaldt efter den amerikanske psykolog Leonard Carmichael (1898 – 1973).
Navnet blev officielt tildelt af den Internationale Astronomiske Union (IAU) i 1973. 
Før det blev omdøbt af IAU, hed dette krater "Macrobius A".

## Omgivelser
Carmichaelkrateret ligger inden for et par kraterdiametre syd-sydvest for det mindre Hillkrater. Længere væk i retning øst-nordøst ligger det fremtrædende Macrobiuskrater. 

## Karakteristika
Carmichael har generelt cirkulær form med en lille kraterbund i midten af de skrånende vægge. Der er en lille forhøjning af nedstyrtede klipper langs den sydøstlige indre væg. Krateret er fri for nedslag af betydning langs det kant og indre, men et småkrater findes i maret lige uden for randen mod syd-sydvest.